# Poggio Renatico
Poggio Renatico é uma comuna italiana da região da Emília-Romanha, província de Ferrara, com cerca de 7.673 habitantes. Estende-se por uma área de 79 km², tendo uma densidade populacional de 97 hab/km². Faz fronteira com Baricella (BO), Ferrara, Galliera (BO), Malalbergo (BO), Mirabello, Sant'Agostino, Vigarano Mainarda.

## Demografia
| Variação demográfica do município entre 1861 e 2011                               |
|                                                                                   |
| Fonte: Istituto Nazionale di Statistica (ISTAT) - Elaboração gráfica da Wikipedia |